# フィンガル
フィンガル（愛: Fine Gall、英: Fingal）は、アイルランドのレンスター地方のダブリン県（ダブリン地域）に位置する地方行政区画のひとつ。 

## 概要
フィンガル市（英語:  [ˈfɪŋɡəl]、FING-gəl、言語は アイルランド語  Fine Gallで意味は'ノース人'）は、ダブリン地域を構成する4つの市のひとつであり、中心街はソーズである。名称はスカンディナヴィアの外国人の中世の領土に由来している（アイルランド語: gaill）地域に定住した。フィンガル市議会が地方自治体である。2016年の人口は296,214人であり、ダブリン地域で2番目に人口の多い市となっている。

## 地理と政治区分
フィンガルは、1994年にダブリン県が分割された3つの市の1つである。主な町は、ソーズとブランチャーズタウンであり、小さな町にはバルブリガンとマラハイドがある。広大な住宅地のある郊外の村には、バルドイル、キャッスルノック、ホウス（およびサットン）、ラスク、ポートマーノック、スケリーズなどがある。北部と西部に小さな田舎の集落が存在する。フィンガルのモットーは「土地と水の豊かさ（アイルランド語: Flúirse Talaimh is Mara）」であり、歴史的にこの地域の農業と漁業の強い結びつきを反映している。また、ヴァイキングのロングボートを備えており、北欧がフィンガルに到着したことを表しており、既存のアイルランドと統合された。フィンガルは、北にミーズ県、西にキルデア県、南にダブリン市と隣接している。 

### 町・村
フィンガルは、隣接するダブリン都市圏の人口密集した郊外地域から、離れた田舎の村や人口の少ない農業の町地まである。 
- バルブリガン
- バルドイル
- バルスカダン
- バリーボワール
- ベイサイド
- ブランチャーズタウン
- キャッスルノック
- クロンシラ
- コーデュフ
- ドナベート
- ギャリスタウン
- スプリングヒル
- ホリーズタウン
- ホウス
- ラスク
- マラハイド
- マン・オブ・ウォー
- マルハッダート
- ナウル
- オールドタウン
- オンガー
- ポートマーノック
- ポルトラン
- ラッシュ
- ロールスタウン
- セント・マーガレット
- スケリーズ
- ソーズ
- サットン
- ティレルズタウン

 フィンガル市議会は、バリームン、サントリー、フィングラスの最北部も管轄している。 

## 歴史

### 名称と語源
「フィンガル」という名称は、ダブリンの北にあるヴァイキングの集落である「Fine Gall」中世の領土（部族または外国人の領土）に由来している。ヴァイキングはダブリンの後背地を「ディフリナースキリ（Dyflinarskiri）」と呼んだ。 
英語では、「County Dublin（ダブリン県）」、「County Clare（クレア県）」など1898年以前に設立されたカウンティの名称の前に「County」という単語をつけるのが一般的だが、後に設立された行政区画はそうではなく「County Fingal」と呼ぶのは、稀である。その際、日本語では「県」ではなく、「市」を用いている。 
フィンガリアン語は絶滅した言語であり、ゲール語の影響を受けた、古英語と中英語と古ノルド語を混ぜた言語だった。19世紀半ばまでフィンガルの人々によって話されていた。 

### 法的歴史
ノルマン人がアイルランドを侵略するまでは、入植地とその内陸部は行政区域にはならなかった。1208年に、フィンガルの主権はイングランド王のジョン王によってウォルター・ド・レイシーに与えられた。現代のフィンガル市は1994年1月1日に設立され、1993年の地方自治体（ダブリン）法に基づくダブリンの行政県が分割された。この法律では、以下の地方自治体の行政区域の法的設立を規定している。 
- 南ダブリン
- ダン・レアリー＝ラスダウン
- フィンガル

また、現存するダブリン・コーポーレーションの管轄下にある地方自治体の行政区域を承認し、その権限を改名されたダブリン市議会に帰属させた。12世紀に封建組織として設立された旧ダブリン県は、法律の下で廃止された。 
フィンガルは、2015年に設立された東部およびミッドランド地域の管轄内にある。 

### ゲールの初期の歴史
2世紀にプトレマイオスはエブラナ（ダブリン）をエブラニと呼ばれる人々の首都と見なしていた。エブラナの西はテフィアと呼ばれ、東はブレジア（ゲール語の「Magh Breagh」からラテン語化された「ミースの大平原」）として知られていた。ブレジアは5つのゲール・トリオチャ・チェズ、またはそれ以降の男爵領で構成され、タラの丘の王によって統治されていた。王子とさまざまなゲール人首長は、8世紀にヴァイキングが来るまでこの地域を支配していた。 

### ヴァイキングとハイバーノ＝ノース
841年までに、スカンディナヴィア人の入植地がダブリンに設立された。902年に放棄され、917年に再建され、その後開発された。11世紀までに確立されたため、周辺のネイティブ・ゲール人の間でも、ハイバーノ＝ノース王が統治するマイナーな王国と見なされていた。ダブリン王国は、最大でもドロヘダからアークロウまで伸び、中央部のアイリッシュ海から西方のリークスリップまでは、ほとんどが細い沿岸地帯だった。 
クロンターフの戦いの後、ブライアン・ボル王がアイルランドのヴァイキングの権力を削減したとき、ダブリンのノース＝アイルランド王国は、独自の司教、アイルランド人ではなくウェストミンスター階層の一部であり続けたが、徐々にレンスター王に影響された。ダーマイト・マック・ムルチャダは、1166年にヴァイキングが追放される前に、12世紀後半にカンブロ＝ノルマン人によってこの地域が侵略された一連の出来事の前に、地位を確立した。 

### アングロ＝ノルマン侵攻後

#### 初期のアングロ＝ノルマン助成金
1169年にアングロ/カンブロ＝ノルマンが到着すると、ゲールの古いミース王国の領土が1172年頃にイングランド王のヘンリー2世によってヒュー・ド・レーシーに約束された。当時、ミースは現在のフィンガル市の大部分（クロンターフ、サントリー、キャッスルノック男爵領を含む）、ウェストミーズ県、キルデア県の一部にまで広がっていた。フィンガルは、ミース固有の一部として含まれていた。 
ストロングボウは王室の内、手数料を割り当てられた私有地 、ダブリンのサービスの支払いには、ダブリンのヒュー・ド・レイシーの後見人の場合のように。 これは、彼が市内でセントメアリー修道院に自分の名前で行ったいくつかの助成金、およびキルメイナムに あるエルサレムのセントジョン病院の設立によって証明されたようです。 したがって、StrongbowとHugh de Lacyの両方が、ダブリンの王室領内で主権を行使しました。 
ダブリン市内のほかに、王室所有地も南西にある王室の邸宅のクラムリン、エスカー、ニューカッスル、サガートと、南東にある王室所有地のO・シー（O Thee、O'Teig）、O・ブラン（O Brun、O'Broin）とO・ケリー（O Kelly、O'Ceallaigh）で構成されており、アイルランド語圏のテナントが王冠から借りたものである。ダブリン県の土地の半分以上は、宗教家屋と修道院、大司教と修道院、未成年の領主に与えられた。アングロ＝ノルマン人が到着したときにクアラン（ウィックロー）の領土を支配していたアイルランドの首長マクギラモコルモッグに財産が与えられた。 
ド・レーシーはこの土地の大部分を家臣に分配し、土地を離さなければならなかった。また、ダルトンはハリスによってハイバーニカで与えられた、これらの助成金の列挙への参照を提供した。ヒュー・ド・レイシーは1178年に副王に任命され、王室が一時的に険悪された後の1181年にも再び任命された。 
ミースを付与したおかげで、ヒュー・ド・レーシーはその領土でパラティン伯爵に任命され、一般に「ドレーシーの男爵」と呼ばれる彼のさまざまな家臣に分けた。これらには、ヒュー・タイレル（キャッスルノック男爵）、ジョセリン・デ・アングロ、ナヴァンとアードブラカンの男爵、ドゥミスセット（ルーン男爵）、アダムデフェイポ（スクライン男爵）、フィッツトーマス（ケルズ男爵）、ハットジー（ギャルトリム男爵）、リチャード・ド・フレミング、（スレーン男爵）、ダレンバーティのアダム・ダラード、ギルバート・ド・ヌジャン（デルヴィン男爵、後にウェストミース伯爵）、リチャード・チュート（モヤシェル男爵）、ロバート・ド・レイシーの子孫（ラスワイヤー男爵）、ド・コンスタンティン（キルビシー男爵、マリンガー男爵）、マガーナンのメイラー・フィッツヘンリー、ラスケニン、アードノッカーがある。 

#### イングランドのジョン王子
1184年には、ジョン王子は、アイルランド卿とモーテイン伯爵はダブリンの司教の会見にフィンガルの十分の一価を与え、エドワード王によって1337年に確認され、1395年にダブリンにいたリチャード2世によって確認された。 
ジョン王子は、第3十字軍に欠席したリチャード1世の治世中に、ロビン・フッドの物語で際立って登場した同じ人物に他ならなかった。1189年、ロビン・フッドが解散したとき、ロビン・フッドの偉大な仲間であるリトル・ジョンは、強盗で発見されるまで、ダブリンのオックスマンズタウン・グリーンでアーチェリーの偉業を発揮したと言われ、近くのアーバー・ヒル刑務所にて絞首刑にされた。マイヤーラグ・ゲディとして知られている別のロビンフッドは、ミース、レンスター、およびフィンガルで多くの盗難、焼夷行為で、囚人として捕らえられ、トリム城にて絞首刑にされた。 
ヒューの息子、ウォルタードレイシーは、1194年にリチャード1世がアイルランド卿を行使した際にチャールズによってミース主権の資格を手に入れ、1186年に父のヒュー・ド・レイシーが死亡したときに未成年だった。ウォルターはフィンガルを含むすべてのヒューの支配権を継承し、1208年のジョン王の許可により、口承の支配権と同じ条件の下で永久に確認され、ダブリンの執行官としての奉仕に関連する元の条件に制限されなくなった。 

### 封建政権

#### 処方的男爵領（1208年）
元の名前に関連して最初に知られている行政規定は、ジョン王からの手紙の特許によって確認された、「フィンガル封建領主」の最高権力による許可だった。このバロンは、1208年にウォルター・ド・レイシーとその相続人に永久に付与された。助成金は、管理責任の範囲と委任された権限の制限を説明している。 

#### その他の派生物または関連する助成金と称号
上述のように、ジョン王がウォルターへの遺産の一部としてファインガルを与えたときまでに、ウォルターの父親ヒューは、すでにその一部を家臣に偽装していた（例：キャッスルノック男爵、ヒュー・ド・レイシーからヒュー・タイレルに与えられたなど）。したがって、ファインガルはもともと許可されたとき、より優れた支配権（または最優先の男爵領）であり、より少ない男爵領で構成されていた。王冠を無制限に、そして永久に保持されていると確認された。フィンガルの支配権は、複数の小侵略されたいくつかの小さな男爵領（カッスルノック、サントリー、バロザリーなど）よりも優れ、最終的には副次的属性が生じた。 
さらに、他のいくつかの男爵領が封建的な保有物として存在したか、フィンガルの地理的領域内に設立され、ダブリンの他の部分でも設立された。 

#### 中世の課税とペール
地理的には、フィンガルはペールの中核地域となり、アイルランドのその部分はノルマン人によって、そしてやがて英語によって集中的に定住した。1285年から92年の期間の王への税金の収入の記録は、フィンガルを別個の領域として示し、ダリーク、ケルズ、ロクセディ男爵領または君主、ならびにバレー（リフィー）とともに、時にはダブリンから分離していた。 

#### 封建制廃止
封建制度は、2009年7月21日にウラクタスによって可決された土地および輸送法改革法（2009年第27号）に基づいて、アイルランドでようやく完全に廃止された。法律はそれに応じて封建的所有権を廃止したが、慣習的権利および法的相続財産を含め、土地の地所を保護した。 

#### フィンガル伯爵
フィンガルの伯爵として貴族の称号は、イングランド王のチャールズ1世によって、1628年に作成され、ルーク・プランケットが最初のフィンガル伯爵となった。しかし、フィンガル市公文書館が取得したフィンガル財産書には、フィンガルのどの物件にも関連しておらず、ミースの土地に関連しているという。フィンガルの称号は、1984年に12番目と最後の伯爵が死去したとき、同じ名前の種族の男爵領とともに消滅した。 

### ダブリン県
1208年の交付金では、「ダブリンの谷」と見なされたフィンガルの大部分は、ダブリン県の一部であり、後者が1210年のアイルランド訪問中にジョン王によって作成された最初の12の県の1つとして設立された。その歴史は、次の8世紀のダブリン県の歴史の一部を形成している。 
1985年、ダブリン県は3つの「選挙区」に分割され、「ダブリン＝フィンガル」が北部の県となった。1994年に、ダブリンの行政県が廃止され、選挙区に類似した3つの新しい行政区画が、「ダブリン＝フィンガル」の代わりに「フィンガル」に置き換えられた。古くはフィンガルとして知られている地域の一部を含み、ダブリンの旧県内にあった。2001年の地方自治法の制定により、ダブリン県から独立として決定された。 

## 地方自治体
フィンガル市議会が地方自治体である。ダブリン県議会とダン・レアリー・コーポレーションが1994年にウラクタスの法律、地方自治体（ダブリン）法によって廃止されたと同時に設立された。現在、ダブリン地域の4つの市議会の1つである。市庁舎はソーズにあり、ブランチャーズタウンにも管轄がある。市議会は、5年ごとに行われる選挙で単記移譲式投票によって24名、選ばれる。 
ドイル・エアランへの選挙では、ダブリン・ノースとダブリン・ウェストに分かれており、マラハイドとホウスはダブリン・ノースイーストの選挙区にあり、マルハダートの小さな部分はダブリン・ノースウェストにある。 

## 経済

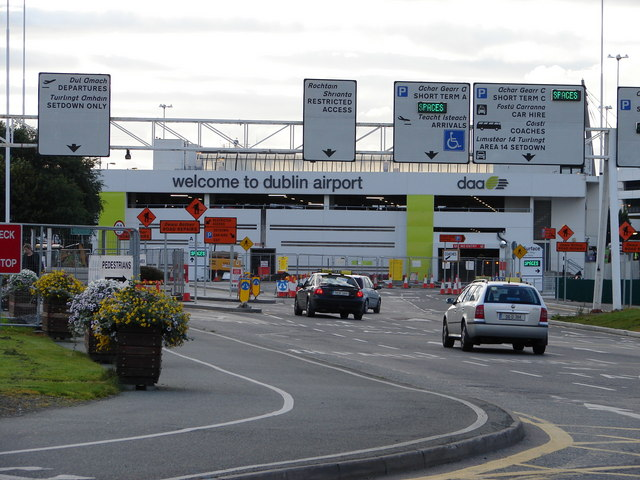
ダブリン空港への道路

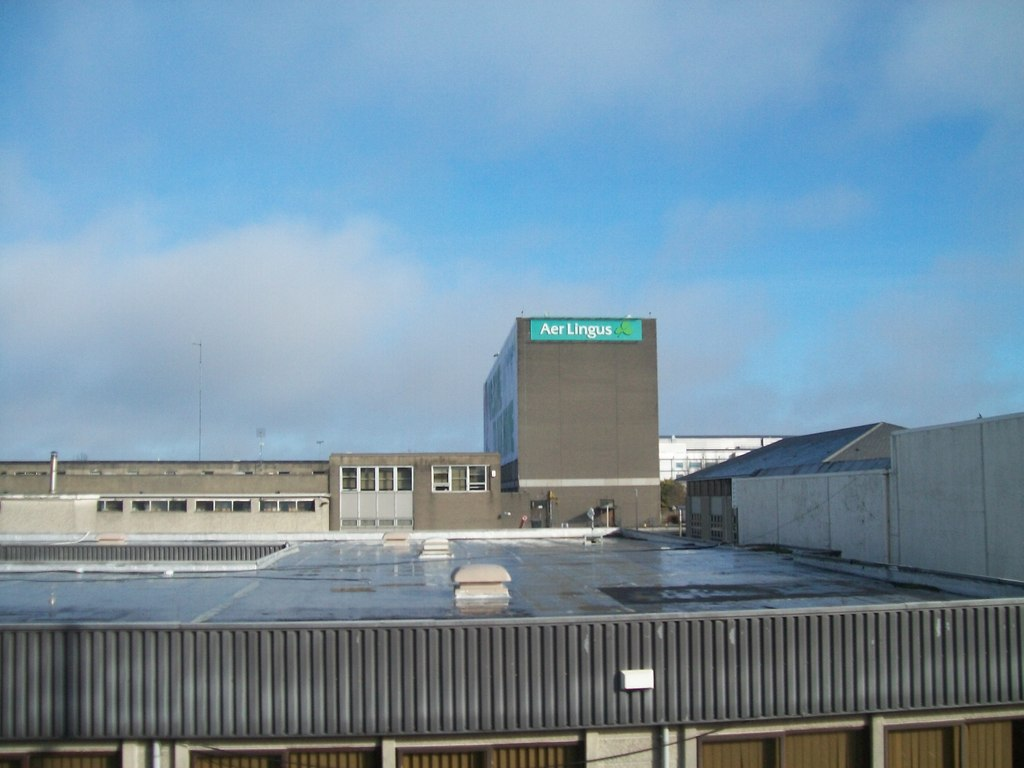
エアリンガス旧本社

ホウス港は東海岸最大の漁港であり、国内で5番目に大きい港である。 
ダブリン空港はフィンガル市内にあり、エアリンガスとライアンエアーの本社がある。ダブリン空港の運営者であるDAAは、空港の敷地内に本社を置いている。さらに、ソーズはASL航空、シティジェットの本社がある。 
2006年、フィンガル市議会はアイルランドの建設業界の著名な人物、政治家、EUのエネルギー委員であるアンドリス・ピエバルグスがアイルランドで最初に地方自治体に義務付けられた持続可能な建築要件を導入したことで称賛された。8つの部分（約13,000戸の新築住宅を含む）のすべての建設に関連するポリシーでは、すべての建物の暖房と温水に関連するエネルギーと二酸化炭素の排出量を少なくとも60％削減する必要があると規定している。暖房や温水に使用されるエネルギーの少なくとも30％は、太陽光、地熱、バイオマスなどの再生可能資源から発生している。 

## 人口統計
| 国籍         | 人口   |
| ------------ | ------ |
| イギリス     | 12,196 |
| ポーランド   | 10,615 |
| ルーマニア   | 5,455  |
| リトアニア   | 3,490  |
| ナイジェリア | 3,115  |
| ラトビア     | 2,751  |
| インド       | 2,574  |
| フィリピン   | 1,937  |
| モルドバ     | 1,425  |
| 中国         | 1,102  |
| 日本         | 104    |

## 教育
1999年から高等教育機関であるブランチャーズタウン工科学院があった。同学院は2019年1月1日から、ダブリン工科大学の3つのキャンパスのひとつ、ブランチャーズタウンキャンパスとなった。

## スポーツ
フィンガルには、モートンスタジアム、アイルランドの国立陸上競技場、2003年のスペシャルオリンピック競技場がある。 
2007年から2011年の間、モートンスタジアムは元サッカーチームのスポーティング・フィンガルFCのホーム試合を主催した。 
フィンガルには多くのゲーリック体育協会（GAA）チームがあり、政治的県/市の変更がGAA県に影響を与えていないため、ダブリン県GAAの下で組織されている。 